# John Henry Willcox
John Henry Willcox (* 1827 in Savannah, Georgia; † 1875 in Boston, Massachusetts) war ein US-amerikanischer Komponist.
Willcox absolvierte am Trinity College in Hartford (Connecticut) eine Ausbildung zum Kirchenmusiker und wirkte dann als Organist in Boston. Er war einer der ersten in den USA ausgebildeten katholischen Kirchenmusiker, galt als außergewöhnlicher Orgelimprovisator und war auch Fachmann für Orgelbau.
Von ihm ist eine große Anzahl von Messen, Proprien und anderen kirchenmusikalischen Werken überliefert.